# Макушинская волость

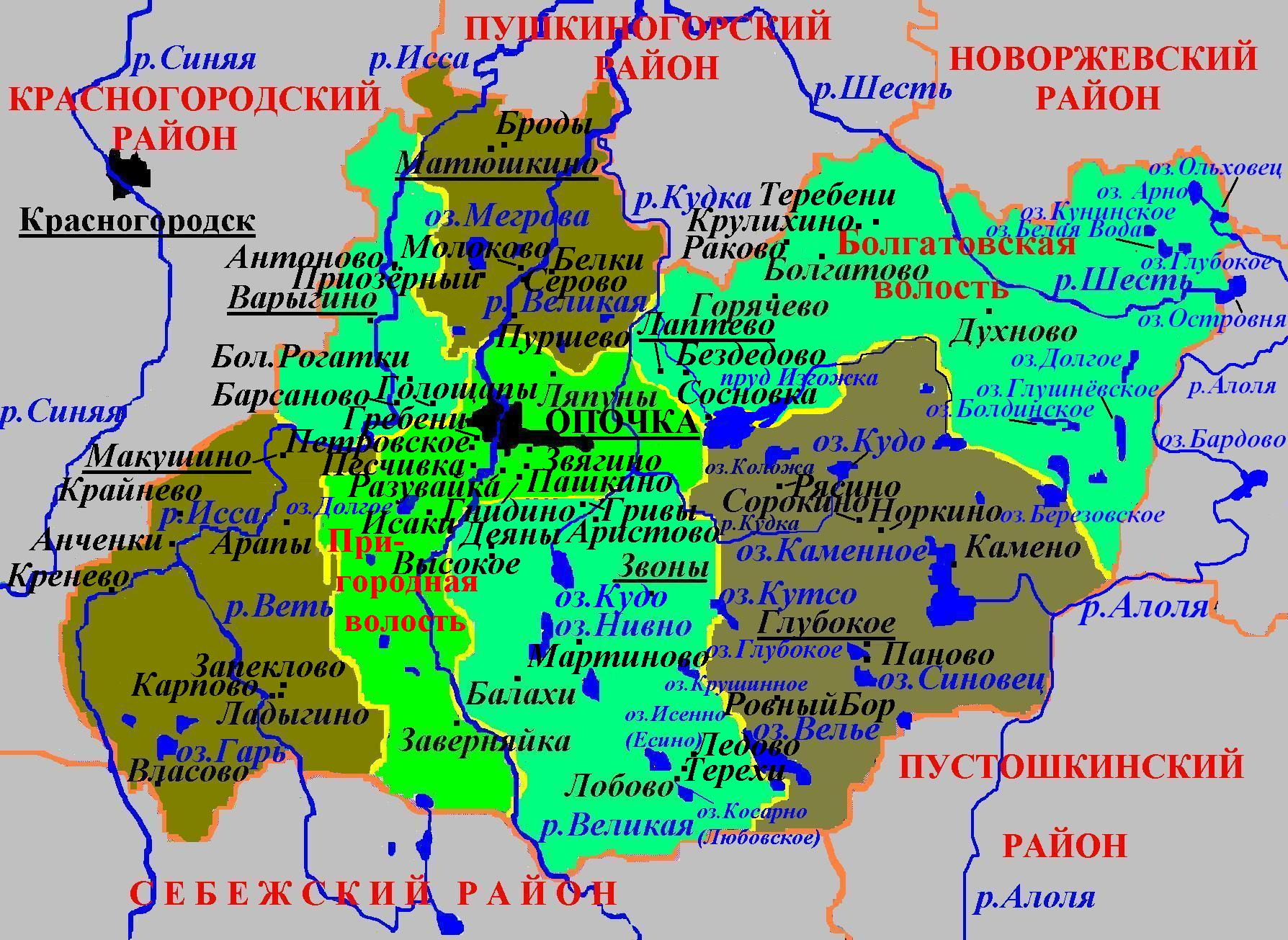
Административное деление Опочецкого района в 2010—2015 гг.

Макушинская волость — упразднённые административно-территориальная единица 3-го уровня и муниципальное образование со статусом сельского поселения в Опочецком районе Псковской области России.
Административный центр — деревня Макушино.

## География
Территория волости граничила на севере с Варыгинской, на востоке — с Пригородной волостью Опочецкого района, на юге — с Себежским, на западе — с Красногородским районами Псковской области.
На территории волости расположены озёра: Гарь или Загарье (1,2 кв.км), Ровняжское или Ровнягское (0,7 кв.км) и др.

## Население
| 2010 | 2012 | 2013 | 2014 | 2015 |
| ---- | ---- | ---- | ---- | ---- |
| 656  | ↘624 | ↘610 | ↘596 | ↘589 |

## Населённые пункты
В состав Макушинской волости входила 61 деревня: Макушино, Анченки, Арапы, Артюхи, Бальтино, Белоусово, Булыги, Вдовишино, Виры, Вошково, Гаврово, Горбовка, Дикушино, Дреча, Жуково, Залоги, Ключки, Костково, Крайнево, Кренево, Кузнечково, Лаптево, Лышница, Майзелово, Момоново, Марьино, Машуры, Мироеды, Мишнево, Мощеново, Мялово, Новоселье, Огурцово, Орлово-1, Орлово-2, Панцерново, Полетаево, Рогаткино, Серено, Сидорово, Сильники, Сумароково, Суртово, Тоболино, Трубичино, Уварово, Щербы, Юрчаты, Ладыгино, Власово, Горушка, Гребешино, Гришино, Загарье, Запеклево, Каменка, Карпово, Ласткино, Липица, Лиственка, Матвеево.

## История
Постановлением Псковского областного Собрания депутатов от 26 января 1995 года все сельсоветы в Псковской области были переименованы в волости, в том числе Петровский сельсовет был превращён в Петровскую волость с центром в деревне Макушино.
Законом Псковской области от 28 февраля 2005 года Петровская (с центром в д. Макушино)  и Ладыгинская (с центром в д. Ладыгино) волости были объединены в Макушинскую волость (с центром в д. Макушино), в границах которой и было создано муниципальное образование Макушинская волость со статусом сельского поселения с 1 января 2006 года в составе муниципального образования Опочецкий район со статусом муниципального района.
Законом Псковской области от 30 марта 2015 года Макушинская волость была упразднена, а её территория 11 апреля 2015 года включена в состав Пригородной волости с центром в городе Опочка.